# Lijst van personen uit Horst
De alfabetische lijst van personen uit Horst bevat mensen die binding hebben (gehad) met deze Limburgse plaats.

## Geboren

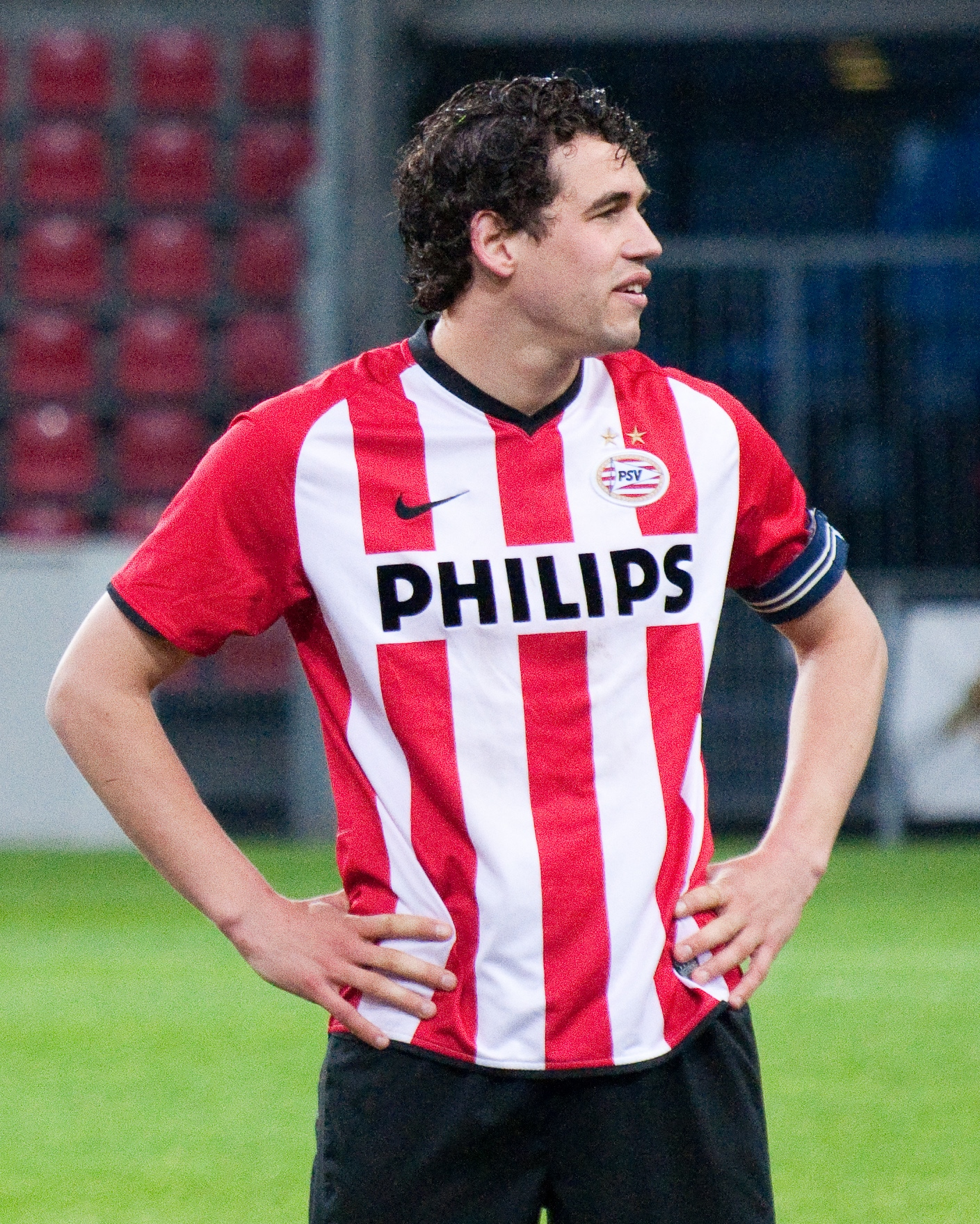
Dirk Marcellis (*1988)

- Pieter Jan Janssen (1820-1880) - burgemeester
- Theodoor van ter Velden (1823) - burgemeester
- Leopold Haffmans (1826-1896) - politicus
- Jozef Jan Theodor Houba (1851-1913) - burgemeester
- Alfons Esser (1859-1939) - burgemeester
- Minus Verheijen (1889-1955) - gewichtheffer
- Jan van Eechoud (1904-1958) - waarnemend gouverneur van Nederlands-Nieuw-Guinea
- Leo Geurtjens (1924-2020) - beeldhouwer
- Birgit Op de Laak (1961) - politica
- Ron van den Beuken (1970) - dj & muziekproducent
- Marco Roelofs (1974) - zanger Heideroosjes
- Winfried Baijens (1977) - journalist en journaallezer
- Renée van Wegberg (1984) - zangeres en musicalactrice
- Dirk Marcellis (1988) - voetballer
- Dominique Janssen (1995) - voetbalster
- Nienke Wijnhoven (1998) - zangeres
- Veerle Peters (1999) - actrice
- Kim Everaerts (2002) - voetbalster

## Overleden
- Frans Antoon Rouffs (1808) - burgemeester en schout
- Johan Arnold Antoon Haffmans (1823) - burgemeester en schout
- Johan Arnold Joseph Kannegiesser (1843) - burgemeester
- Leonard Neujean (1852) - burgemeester
- Adolf Steffens (1865) - burgemeester en kantonrechter